# Jesus exorcizando o geraseno

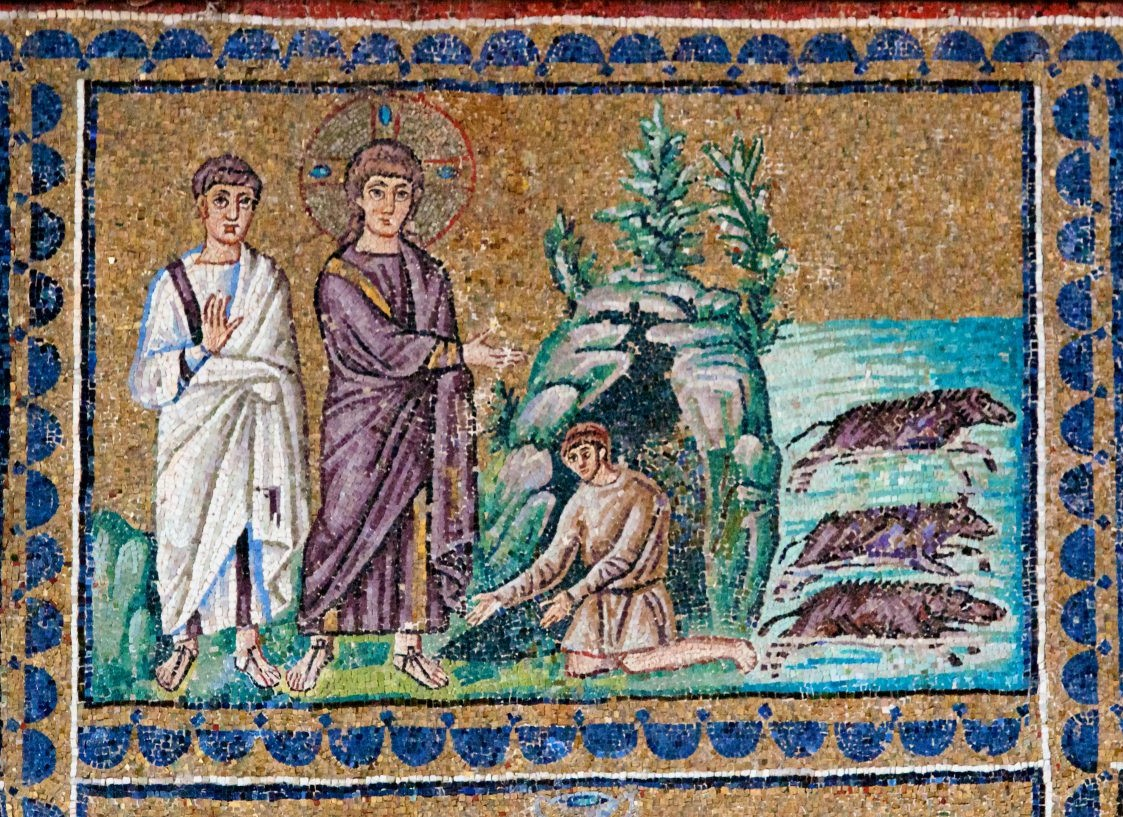
Jesus exorcizando o geraseno
Mosaico na Basilica di Sant'Apollinare Nuovo em Ravena, datado do século VI d.C.

Jesus exorcizando o geraseno (ou Jesus exorcizando o gadareno) é um dos milagres de Jesus relatado nos evangelhos. Ele aparece nos três evangelhos sinóticos, especificamente em Marcos 5:1–20, Mateus 8:28–34 e Lucas 8:26–39. Em todos eles, Jesus aparece exorcizando demônios, cujo nome é dado como sendo Legião em Marcos e em Lucas.

## Relatos bíblicos
De acordo com os evangelhos, Jesus exorcizou um homem que estava possuído na região dos gerasenos (Gérasa). Mateus reporta dois homens, enquanto que Marcos e Lucas concordam que era um só. Ele estaria possuído pelo demônio conhecido como "Legião", uma coletividade de demônios.
O Evangelho de Marcos relata o milagre como tendo ocorrido quando Jesus cruzou o Mar da Galileia para chegar até Gérasa (cujos nativos são os gerasenos). Lá, um homem possuído por espíritos malignos saiu das cavernas para encontrá-lo. Ninguém foi capaz de prendê-lo, nem mesmo com uma corrente, pois não havia ninguém forte o suficiente para dominá-lo. Ele passava noite e dia rondando pelo cemitério e nas colinas, gritando e se cortando com pedras. Quando Jesus o viu, à distância, ele correu e caiu de joelhos à sua frente. E ele gritou a plenos pulmões: "Que tenho eu contigo, Jesus, Filho do Deus Altíssimo? Por Deus te conjuro que não me atormentes.", ao que Jesus respondeu-lhe: "Qual é o teu nome?". "Legião é o meu nome, porque somos muitos.". Os espíritos malígnos então imploraram para que não fossem expulsos da região. Uma grande horda de porcos estava se alimentando nas redondezas e os demônios imploraram a Jesus: "Envia-nos para os porcos, a fim de que entremos neles.", ao que Jesus consentiu, e os espíritos malignos saíram do pobre homem e entraram nos porcos. A manada, com aproximadamente 2.000 porcos, correu ladeira abaixo até o lago e lá se afogou.
Os porqueiros que cuidavam dos porcos correram até a cidade para reportar o ocorrido e a população correu para ver o que se passava. Quando eles se aproximaram de Jesus, o grupo viu o homem que estivera possuído pela legião de demônios sentado, vestido e lúcido, e ficou com medo. Os que haviam visto a cena contaram ao povo o que havia acontecido com o homem possuído e os porcos, o que assustou ainda mais a população, que implorou que Jesus deixasse a região.
No Evangelho de Mateus, numa outra notável discrepância, os exorcizados são gadarenos e não gerasenos.
Esta história foi provavelmente inspirada por Isaías 65:4, onde existe novamente o paralelo entre os túmulos do cemitério e os porcos (que se assenta nos sepulcros e passa a noite em lugares secretos, que come carne de porco, e em cujos vasos acha-se caldo de coisas abomináveis;)
Contudo, apesar dos relatos estarem na Bíblia e haver essa discrepância entre os livros de Mateus, Marcos e Lucas, únicos relatores do evento, precisamos considerar o fato de que apenas Mateus - dos três - esteve de fato com Jesus e verdadeiramente viu o ocorrido em toda a sua integridade. Afinal de contas, os discípulos sempre estavam com seu Mestre em todas as missões. Quanto a Marcos, apesar de ter conhecido o Senhor, só veio a se tornar cristão durante as missões registradas em Atos dos Apóstolos, tendo sido batizado possivelmente por Pedro e trabalhado na equipe missionária de Paulo, o qual reconhece sua importância no trabalho (2 Timóteo 4:11); não tendo estado com Jesus, ele registou os relatos de seu livro a partir de testemunhos coletados. Lucas, responsável literário pelo terceiro Evangelho do Novo Testamento, era um médico que ficou fascinado por Jesus (e por ser médico, o suor de sangue de Jesus lhe chamou particular atenção - Lucas 22:44 - por ser algo incomum e raro inclusive nos nossos dias), e logo que se converteu ao cristianismo, tratou de pesquisar a vida do Mestre entre as pessoas que diziam ter estado com Ele (Lucas 1:01 a 04) para envia-la como carta ao amigo Teófilo.
Nem Marcos nem Lucas foram mal intencionados em divergir de Mateus nessa narrativa, o qual realmente esteve com Jesus. O que aconteceu foi que, entre as pessoas que conheciam os ocorridos buscados por eles para essas anotações, haviam sim grupos que poderiam ter esquecido um ou outro detalhe e passado as informações de modo equivocado para esses escritores; talvez eles até conhecessem outros pontos divergentes nos relatos (como vimos aqui a questão de quantos foram exorcizados e o nome de suas cidades, por exemplo), mas a parte mais importante dos relatos foi registrada: Jesus libertou alguém da possessão de um exército de demônios.
Legião era o nome dado antigamente a uma unidade militar de cerca de 3000 soldados ou mais; entre os romanos, esse número chegava a 6000. Ou seja, o relato nos mostra que uma pessoa pode ser vítima de uma possessão coletiva de número assustador, mas principalmente nos mostra que o Mestre sozinho pode dar conta do recado, libertanto quem quer que seja, dessa opressão.